# فاطمة غريم
فاطمة غريم (بالألمانية: Fatima Grimm)‏ هي مترجمة وكاتِبة ألمانية، ولدت في 25 يوليو 1934 في ميونخ في ألمانيا، وتوفيت في 6 مايو 2013 في هامبورغ في ألمانيا.